# Szymon Jakubowski (dziennikarz)
Szymon Jakubowski (ur. 6 stycznia 1975) – polski dziennikarz, regionalista, publicysta historyczny. 
Współpracował między innymi ze „Światem Młodych”, „Życiem Warszawy”, „Dziennikiem Polskim”, „Super Expressem” i „Super Nowościami”. W 2006 roku zdobył nagrodę Podkarpackiego Dziennikarza Roku. Od 2015 roku redaktor naczelny czasopisma „Podkarpacka Historia”. Laureat Nagrody Zarządu Województwa Podkarpackiego w 2015 roku, Nagrody Marszałka Województwa Podkarpackiego „Znak Kultury” w 2022 roku oraz nagrody Prezydenta Rzeszowa w 2023 roku. W 2022 roku odznaczony Medalem Stulecia Odzyskanej Niepodległości.

## Publikacje
- Skrzydła nad Wisłokiem. Z dziejów rzeszowskiego lotnictwa i lotniska Rzeszów - Jasionka, (Tradycja 2019)[7]
- Byk, Maczuga i inni ... : Na tropie najgroźniejszych przestępców międzywojennej Małopolski i Podkarpacia, (Tradycja 2021)[8]
- W galicyjskim Rzeszowie: ludzie i wydarzenia, (Tradycja 2021)[9]